# Riaz
Riaz är en ort och kommun i distriktet Gruyère i kantonen Fribourg, Schweiz. Kommunen hade 2 890 invånare (2023).